# Distrito de Cochabamba (Huaraz)
El distrito de Cochabamba es uno de los doce distritos de la Provincia de Huaraz, ubicado en el Departamento de Ancash en el Perú. Limita por el norte con la provincia de Yungay; por el este y por el sur con el distrito de Pariacoto y; por el oeste con la provincia de Casma.

## Historia
El distrito fue creado mediante Ley N.º 9826 del 30 de septiembre de 1943, durante el gobierno del presidente Manuel Prado Ugarteche.

## Geografía
Tiene una población estimada mayor a 2 000 habitantes. Su capital es el pueblo de Cochabamba.

### Centros poblados

#### Caseríos
Chipre (shipri), Cóchac ( quchaq), Cunco (kunku), Huallán ( wallan), Huánchuy ( wanchuy)
Miramar, Paché ( patsay), Puma pucllanan ( puma pukllanan), Rahuar (rawar), Upacoto ( Upa qutu).caserío de San pedro.

#### Anexos
Alpaquita ( allpa qitaa), Anascatac ( Hanaq qataq), Callao ( qalluyuq), Campana punco ( campana punku), Carhuac (qarwaq), Chacrapeti (chacrapitii), Chinche (chinchi), Chuclla (tsuklla), Chupa ( chupa), Corral,
Cotup ( qutupa), Huachin ( watsin), Hurapampa ( ura panpa), machcapampa ( Machka panpa), Malvas, Marcocancha (markku kancha), Pallac (pallaq), Pampacu (panpakuq), Gueshgui ( qishqi), Shané (shanay), Tayacoto ( taya qutu), Urquí ( urkuy), Yoracpaccho ( yuraq paqchu).

## Autoridades

### Municipales
- 2019 - 2022[2]
  - Alcalde: Cleto Marcelino Chávez Ramírez, de Alianza para el Progreso.
  - Regidores:

  1. Homan Enoch Carlos López (Alianza para el Progreso)
  2. Arquides Narduche Pérez Aquiño (Alianza para el Progreso)
  3. Erodito Omar Carlos López (Alianza para el Progreso)
  4. Lilia Saragosa Enrique López (Alianza para el Progreso)
  5. Juan Rolando Mendoza Lázaro (Movimiento Independiente Regional Río Santa Caudaloso)

Alcaldes anteriores
- 2011 - 2014:[3] Máximo Flavio Cuisano Caballero, del Partido Unión por el Perú (UPP).

## Festividades
- Semana Santa
- Fiesta patronal Santa Ana y San Joaquín